# Río Ahuriri
El río Ahuriri se encuentra en la región de Canterbury en Nueva Zelanda. Nace al este de los Alpes del Sur y desemboca  en el Océano Pacífico. Su curso se extiende a lo largo de 70 km por el sector sur de la cuenca Mackenzie antes de alcanzar el brazo Ahuriri del lago Benmore, uno de los lagos en el proyecto hidroeléctrico Waitaki.
Gran parte del curso superior del río corre por el Parque de conservación Ahuriri y es muy apreciado para la práctica de pesca con mosca tanto de trucha marrón como arcoíris.